# Laurentiuskerk (Mijnsheerenland)
De Laurentiuskerk is een kerkgebouw uit 1445, gelegen aan de Kerkstraat 5 in Mijnsheerenland, gemeente Hoeksche Waard.

## Geschiedenis
De kerk is van oorsprong een rooms-katholieke kerk, gesticht door Vranck van Praet, de ambachtsheer van Mijnsheerenland die voor zichzelf het Huys te Moerkercke (Hof van Moerkerken) liet bouwen. Bij de stichting werd de kerk gewijd aan Sint Laurens en Sint Geertruid en kreeg toen de naam Geertrudeskerk. Pas sinds halverwege de twintigste eeuw wordt de naam Laurentiuskerk gebruik.
Van 1445 tot 1574 was de Laurentiuskerk rooms-katholiek, daarna protestant. De laatste pastoor koos tijdens de reformatie ervoor predikant te worden. Beelden en altaren verdwenen toen uit de kerk.
In deze kerk werden ca. 2010 opnamen gemaakt van gezangen uit de zestiende-eeuwse Leidse koorboeken door het Egidius Ensemble onder leiding van Peter de Groot.

## Gebouw
Het kerkgebouw kent een gotische stijl, hetgeen voor Hoeksche Waard opmerkelijk is. Naast een plaats voor erediensten was de kerk ook grafruimte voor de familie van Praet. In het schip van de kerk zijn de meest vermogende dorpsgenoten begraven. Hierdoor ligt de vloer van het schip van de kerk hoger dan de vloer van de toren.
De kerktoren is 48 meter hoog. In de toren bevindt zich een arrestantenhok uit 1629 met daarop het monogram van Simon Huygens, secretaris en koster van de kerk. Het torenuurwerk dateert van 1879. Op de slingerlens staat het jaartal 1878 waaruit blijkt dat de slingerlens één jaar eerder al werd gegoten.

## Inventaris
- In de kerk bevindt zich nog de Ambachtsherenbank uit 1651. De ambachtsherenbank bestaat uit drie etages: het bovenste deel voor de ambachtsheer, daaronder een bank voor de ambachtsvrouw en -kinderen en daarvóór een bank voor de vrouw en kinderen van de predikant. Op de kap van de bank staat het wapen van de heren Van Praet van Moerkerken.
- In de kerk liggen 56 grafzerken. Het meest in het oog springend is de graftombe van de in 1514 overleden Elisabeth van Loon (vrouw van Vranck van Praet).
- De enige muurschildering die bewaard is gebleven is St. Joris met de draak.

## Orgel
Er staat een Bätz-orgel (1-klaviers instrument), oorspronkelijk afkomstig uit de Waalse kerk te Heusden, maar die via de Geertruidskerk in Geertruidenberg via de Hervormde Kerk in Middelharnis in 1877 in de kerk komt. In 1966 werd het orgel gerestaureerd en uitgebreid door de firma Van Vulpen. In 1998 volgt nog een ingrijpende restauratie door de firma Van Vulpen, waarbij de windvoorziening en enkele dispositiewijzigingen werden doorgevoerd.
De huidige dispositie:
| Hoofdwerk: (C-c3) | Rugwerk: (C-c3)   | Pedaal: (C-d1) |
| ----------------- | ----------------- | -------------- |
| Prestant 8        | Holpijp 8         | Bourdon 16     |
| Holpijp 8         | Prestant 4        | Octaaf 8       |
| Octaaf 4          | Gemshoorn 4       | Octaaf 4       |
| Roerfluit 4       | Octaaf 2          | Mixtuur 4 st.  |
| Quint 3           | Flageolet 1       | Bazuin 16      |
| Woudfluit 2       | Sesquialter 2 st. | Trompet 8      |
| Mixtuur 3-4 st.   | Dulciaan 8        |                |
| Cornet 4 st.      |                   |                |
| Trompet 8         |                   |                |

Tremulant
Koppels: HW+RW, P+HW, P+RW
Stemming: Neidhardt 3